# Thomas Burke (friidrottare)
Thomas Burke, född 15 januari 1875, död 14 februari 1929 var en amerikansk friidrottare. Han var den förste olympiske mästaren på 100 och 400 meter.
Med många av topplöparna frånvarande vann Burke överraskande 100-metersloppet vid de första olympiska spelen i Aten 1896. Tiden i både försöksheatet och finalen var 12,0 sekunder. Han vann även 400-metersloppet, tiden i försöksheatet var 58,4 sekunder och i finalen 54,2 sekunder.
Senare i karriären specialiserade han sig på de längre distanserna och vann de amerikanska amatörmästerskapen på 440 och 880 yards.
1897 var han en av initiativtagarna till Boston Marathon.
Burke blev senare advokat, men var även friidrottstränare och sportjournalist på deltid för The Boston Journal och The Boston Post.